# زريرة
زَرِيرَة أو زعفران الجبل أو زعفران المرج هو نوع من نباتات بصلي يكثر فيسلاسل الجبال عبر أوروبا من جبال البرانس إلى القوقاز (إسبانيا، فرنسا، إيطاليا، سويسرا، النمسا، المجر، رومانيا، يوغوسلافيا السابقة، أوكرانيا وجنوب أوروبا روسيا).  يزرع نباتًا للزينة في العديد من الأماكن. لها أزهار تعد مثالية لحديقة صخرية، وهي جميلة حين تجتمع. النبات هو بصلة زهرة ربيعية صلبة صغيرة الحجم، يطول النبات من 7 إلى 10 سم. تظهر الأوراق على شكل حزام مع أزهار تشبه الزعفران الوردي إلى الأرجواني من أبريل إلى يونيو قطرها يراوح من 3 إلى 8 سم. وهي نبات سام مثلها مثل جميع أنواع جنس اللحلاح.

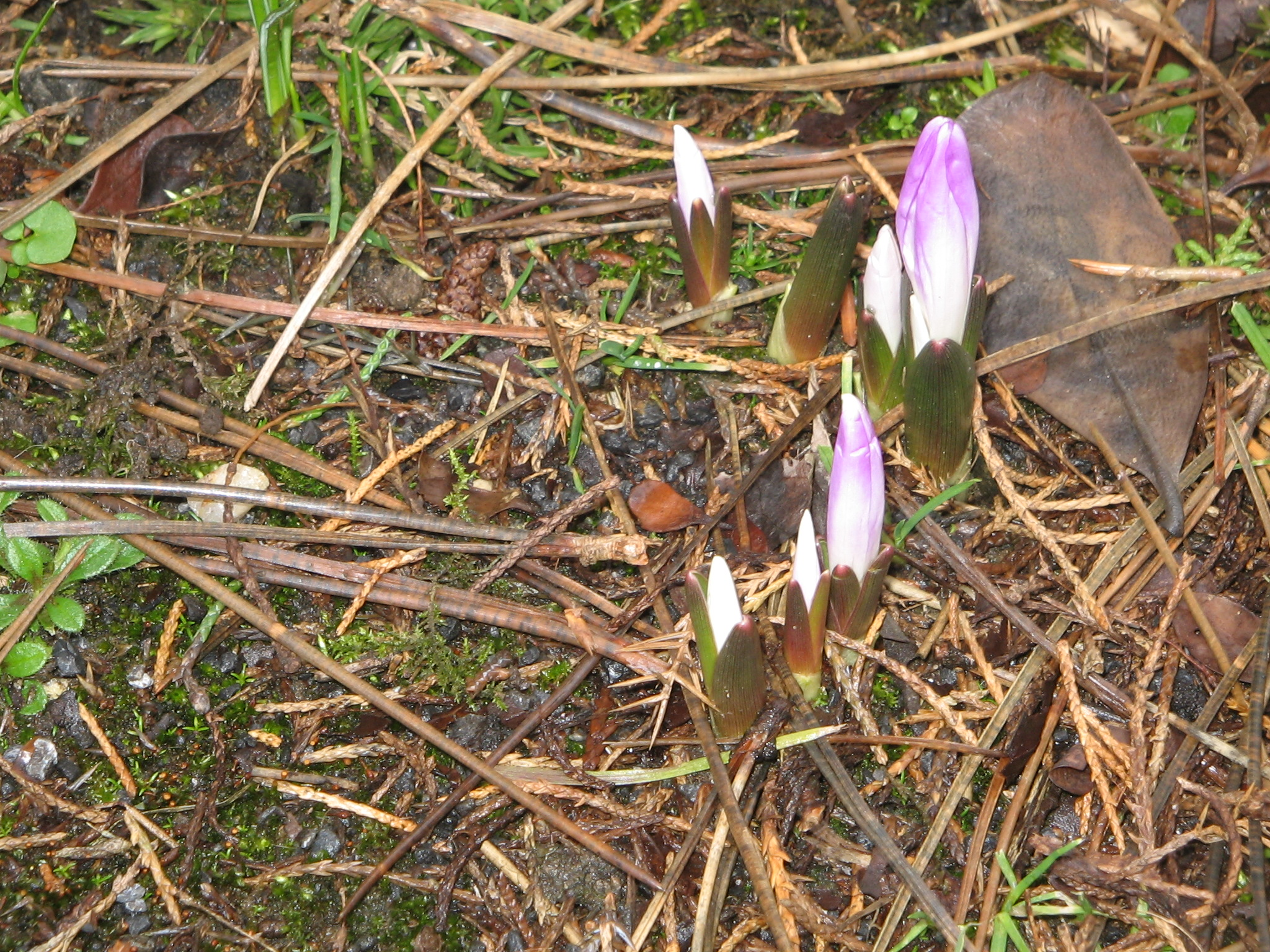
براعم الزهور
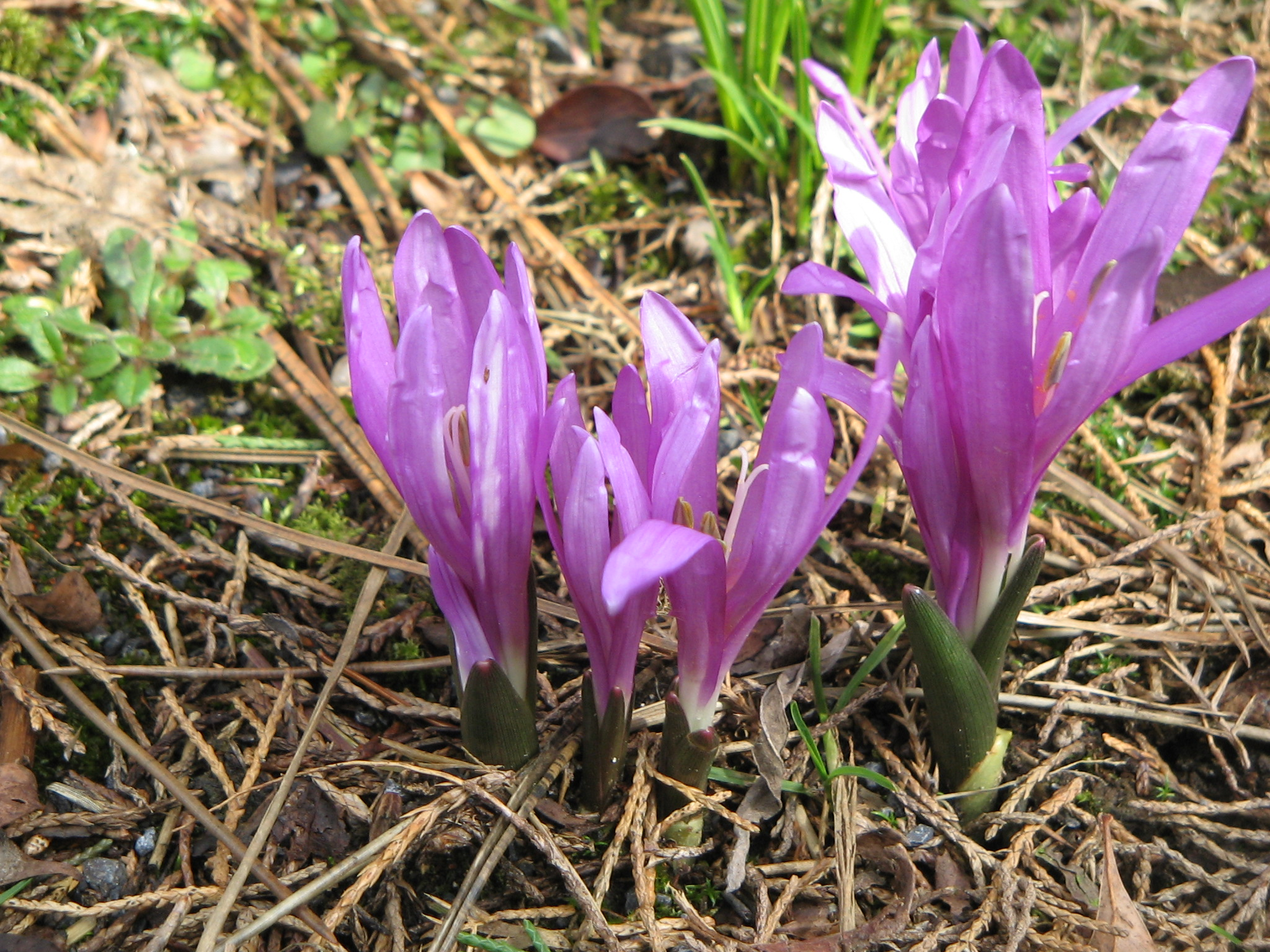
النباتات المزهرة في الحديقة
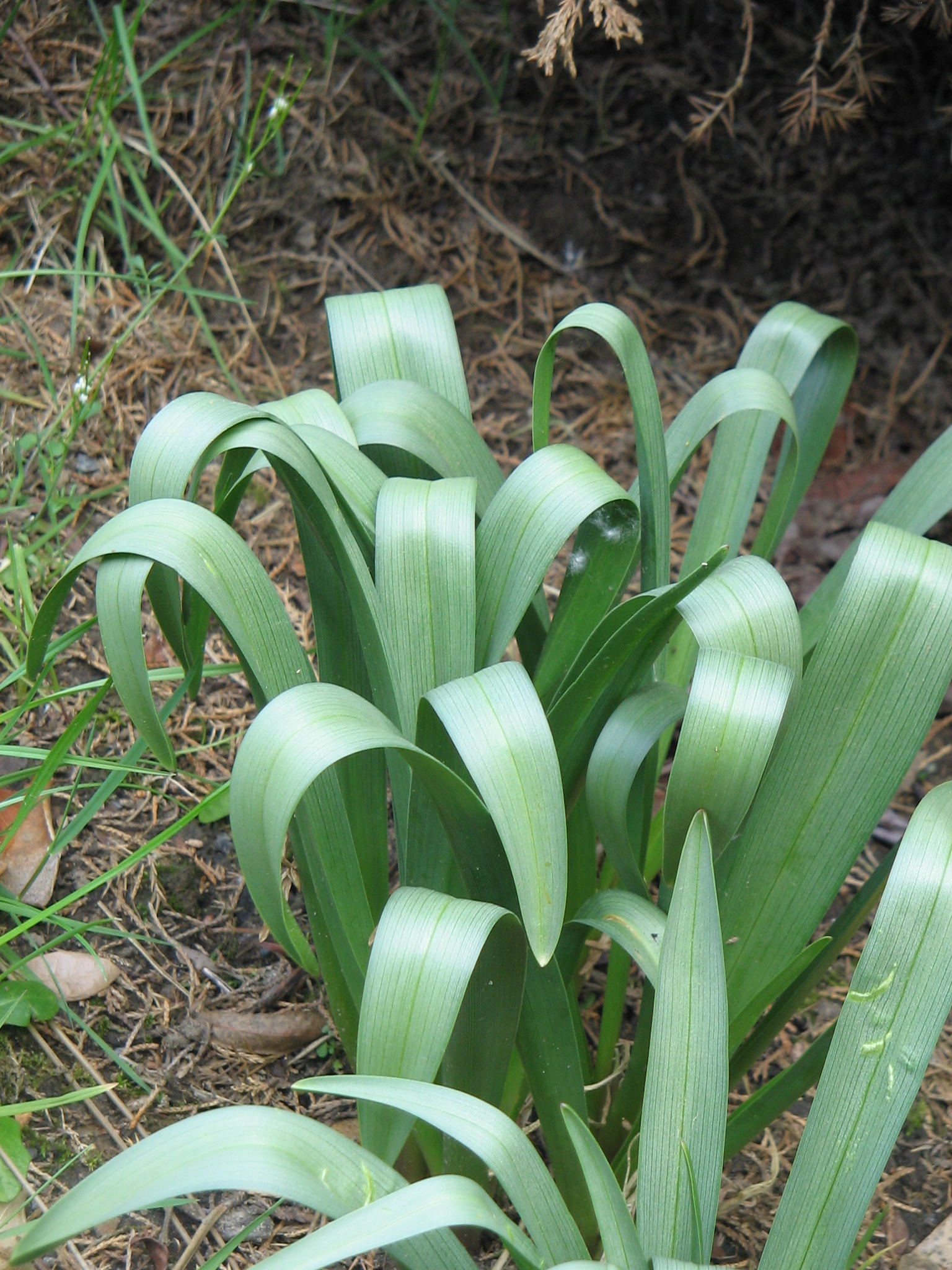
ورقة في أواخر الربيع
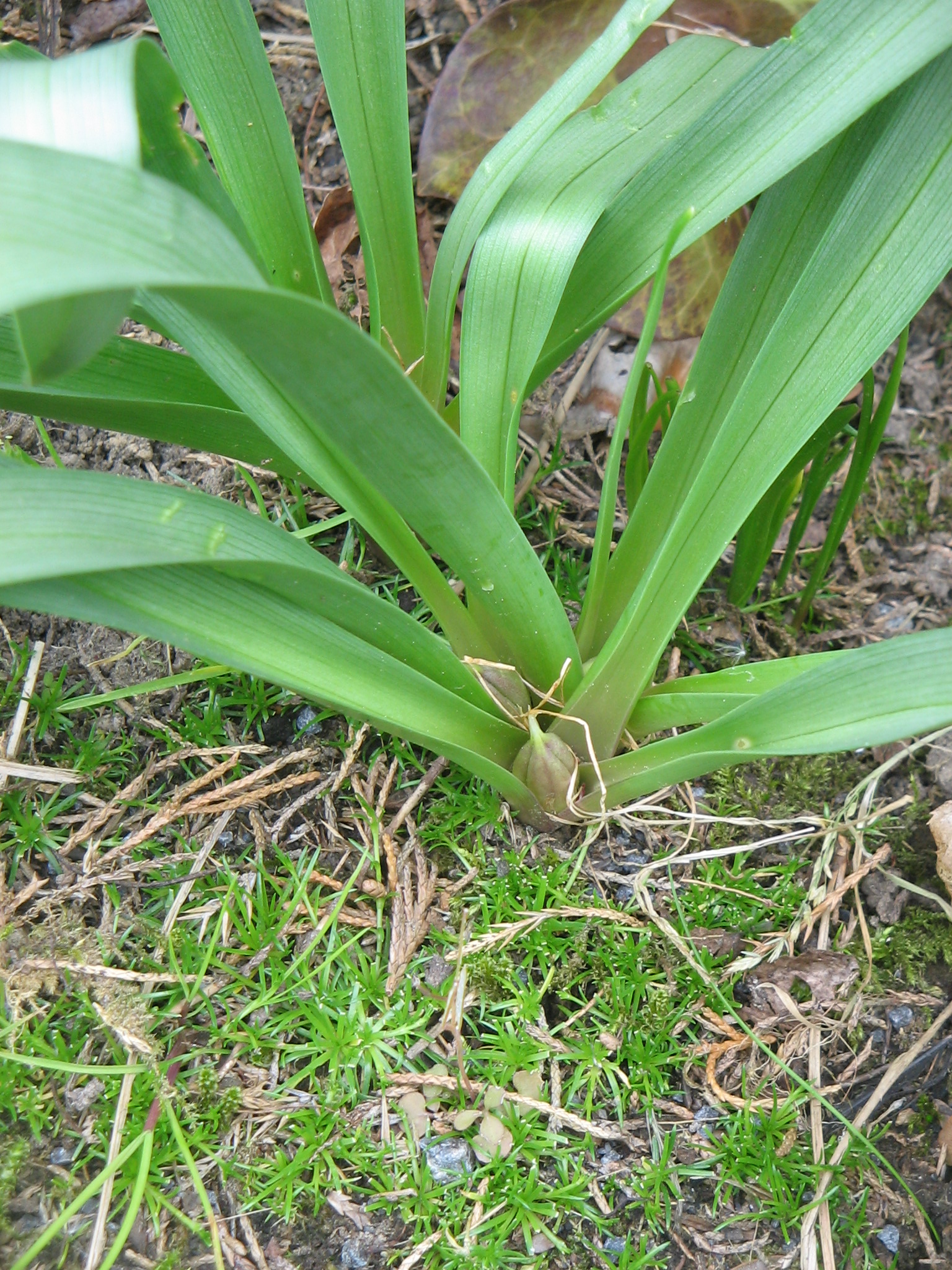
ورقة وثمار